# الک ران (ویرجینیا)
الک ران (به انگلیسی: Elk Run) یک منطقهٔ مسکونی در ایالات متحده آمریکا است که در Fauquier County واقع شده‌است.